# Leucoma sericea
Leucoma sericea är en fjärilsart som beskrevs av Moore 1879. Leucoma sericea ingår i släktet Leucoma och familjen tofsspinnare. Inga underarter finns listade i Catalogue of Life.